# ケレンナ・アズバイク
ケレンナ・アズバイク（Kelenna David Azubuike、1983年12月16日 - ）は、イギリス、ロンドン出身のプロバスケットボール選手。ポジションはシューティングガード。身長196cm、体重100kg。アメリカ合衆国、イギリス、ナイジェリアの3か国の市民権を持っている。愛称は「ブーキー」で、本人はファンから「ビッグ・タイム・ブーキー」、「バウト・タイム・ブーキー」と呼ばれたいと発言している。日本ではアズブーキーとも表記されている。

## 経歴

### NBA入り前
高校はオクラホマ州タルサのヴィクトリー・クリスチャン高校でプレイ。スコアラーとして活躍し、2年目には平均28.5得点の成績で同校を州チャンピオンに導いた。3年目には38.7得点、4年目には39.1得点13.3リバウンドと成績を伸ばした。
大学はケンタッキー大学に進学。2年目には先発に定着し、3年目には14.3得点5.3リバウンドの成績でサウスイースタン・カンファレンスのセカンドチームに選ばれ、チームをカンファレンスタイトルとNCAAトーナメントのElite8に導いた。
4年生には進級せず、2005年のNBAドラフトにアーリーエントリーしたのは、身内の保釈金を払うためにお金が必要だったからだった。しかしドラフトではどこからも指名を受けることができなかった。サマーリーグではクリーブランド・キャバリアーズに参加し、プレシーズンまで残ったが、開幕直前に解雇され、結局NBDLのフォートワース・フライヤーズに入団。2005-06シーズンは41試合に出場し、12.6得点4.0リバウンドの成績でチームをレギュラーシーズン優勝に導いた。2006年のシーズンオフにはヒューストン・ロケッツのワークアウトに参加したが、ここでも開幕ロスターに残ることはできず、06-07シーズンは再びフライヤーズで過ごすことになった。このシーズン、アズバイクは26得点5アシストの好成績を残し、NBAのスカウト陣に対して強烈なアピールに成功する。アズバイクの活躍に、さっそくバックコート陣に故障者を抱えるゴールデンステート・ウォリアーズからオファーを受けることになった。

### NBA時代
2007年1月2日の対ニューオーリンズ・ホーネッツ戦でついにNBAデビューを果たした。デビューから8戦目には28得点をあげるなど得点面で活躍。その後大型トレードによる補強や故障者の復帰などで出場時間は少しずつ減っていったため、シーズン成績は41試合平均16.3分の出場で7.1得点で終わった。シーズン終了後フリーエージェントとなったが、ウォリアーズはアズバイクと再契約を結んだ。
翌2007-08シーズン終了後、制限付FAとなったアズバイクはロサンゼルス・クリッパーズから3年900万ドルのオファーを受けたが、チームオプションを持つウォリアーズはこれにマッチし、アズバイクは2008-09シーズンもウォリアーズでプレイすることになった。
2008-09シーズン、ウォリアーズは故障者が続出したこともあって、これまでベンチスタートだったアズバイクは先発に定着し、数字を大きく伸ばして14.4得点5.0リバウンド、リーグ4位となる3P成功率44.8%を記録し、低迷に苦しんだチームを支えた。

## プレイスタイル
広いシュートレンジと高い身体能力を駆使したスコアラーとして、ウォリアーズの強力オフェンスを支える。屈強な肉体の持ち主で、ポストプレイもできる。